# Делвидек
Делвидек (мађ. Délvidék — „јужна земља, јужна територија”) историјски је политички термин за различите области у јужном дијелу Краљевине Угарске. У данашњој употреби најчешће се односи на Војводину, аутономну покрајину Србије.
У средњем вијеку, као називи Авидек (мађ. Alvidék — „ниска земља”) и Вегвидек (мађ. Végvidék — „погранична земља”), Делвидек се односио на угарске жупаније (Вировитичка, Пожешка, Сремска, Бачка, Торонталска, Тамишка и Ковинска) и вазалне бановине (Мачванска, Усорска, Соли, Северинска) које су се налазиле јужно од тока ријека Саве и Дунава.
До 18. и 19. вијека, Делвидек се односио само на Бачку и Банат. Након успостављања Краљевине Мађарске 1920. године, значење је додатно сужено само на она подручја Угарске која су постала дио Краљевине Срба, Хрвата и Словенаца. Током Другог свјетског рата, дијелови Југославије које је окупирала и анектирала Мађарска (Бачка, дио Барање, Међимурје и Прекмурје) у неким мађарским изворима су називани „јужне територије враћене домовини” (мађ. az anyaországhoz visszatért délvidéki területek). Банат, подијељен између Румуније и Србије под њемачком окупацијом више није сматран дијелом тог концепта.
У данашњој употреби, Делвидек има неколико значења. Може се односити на непрецизно дефиниса подручје Панонске низије у Србији укључујући Војводину, Град Београд и Мачву као и источну Хрватску (Барања и западни Срем). Понекад се тај термин користи (посебно међу мађарским иредентистима) у ужем смислу за Војводину, иако га је у великој мјери замијенио термин Вајдасаг (мађ. Vajdaság — „Војводина”). Делвидек Мађари (мађ. délvidéki magyarok) се може односити на Мађаре у Србији или, у ширем смислу, и на Мађаре у Србији и у Хрватској.